# 8-as vízibusz (Velence)
A jelenlegi velencei 8-as jelzésű vízibusz a Sacca Fisola és a Lido között közlekedik. A viszonylatot az ACTV üzemelteti.

## Története
Az egykori 8-as vízibusz eredetileg a Santa Marta és San Zaccaria között közlekedett, de néhány évvel az indulása után meghosszabbították a Tronchetto megállóig. 1992-es megszűnéséig ezen a vonalon közlekedett. 1993-tól az azóta megszűnt 82-es vette át a szerepét, mert ekkor ezen járatszám alatt összevonták az akkori 2-es járattal. 2008-tól ismét elindították a 8-as jelzésű járatot, az eredetivel részben megegyező vonallal, de a Lidóig meghosszabbítva.
A 8-as járat története:
| Időszak     | Járat- szám | Megállók |
| ----------- | ----------- | --- |
| 1983 – 1986 | 8           | San Zaccharia (Jolanda) – San Giorgio – Zitelle – Redentore – Giudecca – Zattere – Sant’Eufemia – Zattere – San Basilio – Sacca Fisola – Santa Marta |
| 1987 – 1995 | 8           | San Zaccharia (Jolanda) – San Giorgio – Zitelle – Redentore – Giudecca – Zattere – Sant’Eufemia – Zattere – San Basilio – Sacca Fisola – Santa Marta – Tronchetto B – Tronchetto A |
| 1995 – 1996 | 82          | San Marco (Giardinetti) – Tronchetto – Piazzale Roma (Santa Lucia) – San Marcuola – Rialto – San Tomà – San Samuele – Accademia – San Marco (Giardinetti) – San Zaccaria (Danieli) – Giardini Biennale – Lido, Santa Maria Elisabetta |
| 1997 – 1998 | 82 rosso    | San Zaccharia (Iolanda) – San Giorgio – Zitelle – Redentore – Palanca – Santa Eufemia – Zattere – San Basilio – Sacca Fisola – Tronchetto – Piazzale Roma – Ferrovia (Santa Lucia) – San Marcuola – Rialto – San Tomà – Accademia – San Marco (Giardinetti) – San Zaccaria (Danieli) – Giardini – Sant’Elena – Lido, Santa Maria Elisabetta |
| 1997 – 1998 | 82 verde    | San Zaccharia (Iolanda) – San Giorgio – Zitelle – Redentore – Palanca – Santa Eufemia – Zattere – San Basilio – Sacca Fisola – Santa Marta |
| 1997 – 1998 | 82/         | Tronchetto – Piazzale Roma – Ferrovia (Santa Lucia) – San Marcuola – Rialto |
| 1999 – 2007 | 82          | San Zaccharia (Jolanda) – San Giorgio – Zitelle – Redentore – Palanca – Zattere – San Basilio – Sacca Fisola – Tronchetto – Piazzale Roma – Ferrovia – San Marcuola – Rialto – San Tomà – San Samuele – Accademia – San Marco (Vallaresso) – San Zaccaria (Danieli) – Giardini – Lido, Santa Maria Elisabetta                               |
| 2008 – ma   | 8           | Sacca Fisola – San Basilio – Zattere – Giudecca-Palanca – Redentore – Zitelle – Giardini – Lido, Santa Maria Elisabetta – Lido, San Nicolò |

## Megállóhelyei
| sz. | idő (perc) | megállóhely neve             | sz. | idő (perc) | átszállási kapcsolatok                                                                                          | látnivalók                                      |
| --- | ---------- | ---------------------------- | --- | ---------- | --- | ----------------------------------------------- |
| 0   | 0          | Sacca Fisola                 | 8   | 36         | 2, 4.1, 4.2, N                                                                                                  |                                                 |
| 1   | 3          | San Basilio                  | 7   | 33         | 2, 5.1, 5.2, N                                                                                                  | (nemzetközi kikötő), San Basilio                |
| 2   | 6          | Zattere                      | 6   | 30         | 2, 5.1, 5.2, 6, 10, Circolare LineafusinA / 16, N, Alilaguna B, Alilaguna V, Carnevale all’Arsenale, Pantallone | Zattere, Gesuati, Santa Maria della Visitazione |
| 3   | 9          | Giudecca-Palanca             | 5   | 27         | 2, 4.1, 4.2, N                                                                                                  |                                                 |
| 4   | 11         | Redentore                    | 4   | 25         | 2, 4.1, 4.2, N                                                                                                  | Il Redentore                                    |
| 5   | 14         | Zitelle                      | 3   | 22         | 2, 4.1, 4.2, N, Alilaguna R                                                                                     | Le Zitelle                                      |
| 6   | 23         | Giardini                     | 2   | 13         | 1, 2, 4.1, 4.2, 5.1, 5.2, 6, N                                                                                  | Giardini Biennale                               |
| 7   | 29         | Lido, Santa Maria Elisabetta | 1   | 7          | 1, 2, 5.1, 5.2, 6, 10, 14, 18, N, Alilaguna B, Alilaguna R, Alilaguna V; Lido buszok: 11, A, B, C, N, V         | Santa Maria Elisabetta                          |
| 8   | 36         | Lido, San Nicolò             | 0   | 0          | 18 | , San Nicolò                                    |

Megjegyzés: A dőlttel szedett járatszámok időszakos (nyári) járatokat jelölnek.